# Antonino Maresca
Antonino Maresca, duca di Serracapriola (Napoli, 15 febbraio 1750 – San Pietroburgo, 22 novembre 1822), è stato un ambasciatore italiano.

## Biografia
Primogenito maschile di Camilla Donnorso e Nicola Maresca, presidente della Camera della Sommaria, che passerà il titolo al figlio.
La famiglia dei Maresca di Sorrento vantava antiche origini aristocratiche, grazie ai titoli concessi da Carlo II di Spagna e l'affiliazione all'Ordine di Malta.
Si sposò nel 1767 con la marchesa Maria Adelaide Del Carretto, piemontese. A seguito dei problemi di immagine avuti con la nobiltà partenopea, si trasferisce con la moglie a Firenze.
Nonostante la diffidenza del ministro Tanucci nei suoi confronti, al suo congedo Maresca fu onorato del titolo di plenipotenziario del Regno di Napoli alla corte russa, e si trasferisce nel marzo 1783.
Strinse subito legami con l'alta società di Caterina II di Russia, e fu fondamentale nella storia dei rapporti tra i due paesi dell'antico stato preunitario e la Russia.
Si risposò con Anna Aleksandrovna Vjazemskaja, figlia di Aleksandr Alekseevič Vjazemskij, con la quale ebbe un figlio: Nicola Maresca Donnorso di Serracapriola.